# Colleen McCullough
Colleen McCullough (Wellington (New South Wales), 1 juni 1937 – Norfolk (Oceanië), 29 januari 2015) was een internationaal bekend Australisch schrijfster.
Ze studeerde neurofysiologie en werkte in verschillende ziekenhuizen in Sydney en in het Verenigd Koninkrijk. Ze gaf later ook les aan Yale in New Haven. Ze was lid van de New Yorkse Academy of Sciences en was een fellow van de Amerikaanse Association for the Advancement of Science. In de late jaren zeventig vestigde ze zich op Norfolk, waar ze sindsdien met haar echtgenoot, Ric Robinson, woonde.
Haar bibliografie omvat onder andere Tim, De Doornvogels, Obsessie en Het lied van Troje. Het eerste werk werd verfilmd als Tim (Michael Pate, 1979), een romantisch drama met de jonge Mel Gibson en Piper Laurie in de hoofdrollen. Van De Doornvogels  werd in 1983 de succesrijke televisieminiserie The Thornbirds gemaakt, met Richard Chamberlain en Rachel Ward jr in de hoofdrollen naast Barbara Stanwyck sr. Voor haar onderzoek voor haar boek Macht & liefde. De mannen en vrouwen van Rome kreeg ze een doctoraat in de letteren van de Macquarie Universiteit van Sydney in 1993. 
- Bibsys: 90095376
- Biblioteca Nacional de Chile: 000065637
- Biblioteca Nacional de España: XX4429230
- Bibliothèque nationale de France: cb119137283 (data)
- Catàleg d'autoritats de noms i títols de Catalunya: 981060555940206706
- CiNii: DA07442437
- Gemeinsame Normdatei: 119483823
- International Standard Name Identifier: 0000 0001 1780 1670
- Library of Congress Control Number: n50007725
- Nationale Bibliotheek van Letland: 000033785
- Bibliotheek van het Japanse parlement: 00449387
- Nationale Bibliotheek van Tsjechië: jn19990005532
- Nationale bibliotheek van Australië: 35339373
- Nationale Bibliotheek van Israël: 987007312698305171
- Nationale Bibliotheek van Polen: a0000001134446
- Nationale en Universitaire bibliotheek Zagreb: 000020745
- Nederlandse Thesaurus van Auteursnamen: 067467954
- Réseau des bibliothèques de Suisse occidentale: 02-A014065187
- Istituto Centrale per il Catalogo Unico: CFIV011217
- LIBRIS: 195192
- SNAC: w6pz5n9g
- Système universitaire de documentation: 026999315
- Trove: 504354
- Virtual International Authority File: 113178953
- WorldCat: E39PBJfrRRYJFFQ9x7bw4jhJXd